# غول بزرگ مهربان (فیلم ۲۰۱۶)
غول بزرگ مهربان یا بی‌اف‌جی (انگلیسی: The BFG) فیلمی در ژانر خیال‌پردازی و ماجراجویی به کارگردانی و تهیه‌کنندگی استیون اسپیلبرگ و نویسندگی ملیسا متیسن است که بر اساس رمان غول بزرگ مهربان اثر رولد دال ساخته شده‌است و از مارس ۲۰۱۵ در جزایر فارو فیلم‌برداری می‌شد. از بازیگران آن می‌توان به مارک رایلنس، روبی بارنهیل، بیل هادر، پنه‌لوپه ویلتون، و ربکا هال اشاره کرد.
نخستین نمایش فیلم در ۱۴ مه ۲۰۱۶ و در طی جشنواره فیلم کن ۲۰۱۶ بود، و سپس در ۱ ژوئیه ۲۰۱۶ در ایالات متحده به نمایش درآمد.

## داستان
فیلم داستان دختر بچه‌ای یتیم به نام سوفی است که به‌طور اتفاقی با غول بزرگ مهربانی آشنا می‌شود که در محله در حال رؤیا دادن به بچه هاست. در حالی که بقیه غول‌ها با پیدا کردن محل زندگی انسان‌ها، قصد دارند که به انگلستان حمله کنند و تمامی کودکان آنجا را بخورند. حال سوفی و غول بزرگش سعی می‌کنند که مانع انجام این عمل شیطانی شوند.

## بازیگران
- مارک رایلنس در نقش غول بزرگ مهربان
- روبی بارنهیل در نقش سوفی
- بیل هیدر در نقش غول
- پنه‌لوپه ویلتون در نقش ملکه
- ربکا هال در نقش ماری
- جامین کلمنت
- مایکل ادمتویت
- دنیل باکون
- کریس گیبز
- آدام گودلی
- جاناتان هولمز
- Paul Moniz de Sa
- اولافور داری اولافسون